# علي الفاسي الفهري
علي الفاسي الفهري (مواليد 22 فبراير 1955، القنيطرة) هو سياسي مغربي كان المدير العام للمكتب الوطني للكهرباء والماء الصالح للشرب (ONEE)، وهي مؤسسة عامة تم إنشاؤها بعد دمج المكتب الوطني للماء الصالح للشرب (ONEP) والمكتب الوطني للكهرباء (ONE) من 4 أكتوبر 2012 إلى 24 أكتوبر 2017. وكان أيضًا رئيسا للجامعة الملكية المغربية لكرة القدم (2009-2014).
عُين رئيساً لمجلس إدارة «لافارج هولسيم المغرب»، الشركة الرائدة في قطاع مواد البناء بالمملكة، خلفاً للرئيس السابق مروان طرفة، الذي قدم استقالته من هذه المهمة.

## مسيرته
ولد في 22 فبراير 1955 في القنيطرة، ونشأ في الرباط حتى حصل على شهادة البكالوريا، ثم ذهب إلى فرنسا للحصول على درجة علمية عليا منحته درجة الدكتوراه في علم الطاقة من جامعة باريس ديديرو.
بدأ حياته المهنية عام 1983 كأستاذ باحث في المدرسة الوطنية للمناجم بالرباط في قسم «هندسة العمليات الصناعية». من عام 1988 إلى عام 1991، انتقل إلى القطاع الخاص حيث شغل منصب المدير العام لمكتب الهندسة SIGMA TECH، وتخصص في مجال الطاقة ثم عاد إلى القطاع العام مع تعيينه في عام 1991 مدير عام مركز تطوير الطاقة المتجددة (CDER).
في عام 1994، عُيَّنَ عضوا في مجلس إدارة المكتب الوطني للكهرباء (ONE). عُيَّنَ نائبا للمدير العام للمكتب، وهو مسؤول عن التطوير والبرامج. على وجه الخصوص، سيقود مشروع Jorf Lasfar، وهو أول مشروع BOT (التشغيل والتشغيل والنقل) في المغرب، وكذلك مشروع Koudia Al البيضاء للرياح. وبهذه الصفة، كان المفاوض الرئيسي لاتفاقيات المشروع والمسؤول عن جميع العمليات. وسيقود أيضًا برنامج كهربة الريف على نطاق واسع.
عُيَّنَ عضوًا في لجنة الخبراء (11 عضوًا) حول الطاقة التي أنشأتها دول مجموعة الثماني في قمة أوكيناوا لتقديم المشورة لمؤتمر رؤساء الدول.
في فبراير 2001، عُيَّنَ من قبل الملك محمد السادس، المدير العام للمكتب الوطني للماء الصالح للشرب (ONEP). ستنفذ الاستراتيجية الجديدة لهذا المكتب على أساس تعميم الوصول إلى مياه الشرب في المناطق الريفية، وأمن الغذاء في المدن المغربية، وإدارة مشكلة الصرف الصحي السائل. في 14 نوفمبر 2008، عُيَّنَ مديراً عاماً للمكتب الوطني للكهرباء (ONE) يجمع بين كلتا المسؤوليتين من أجل قيادة عملية دمج الكيانين. على هذا النحو، فإنه يشارك في تنفيذ الرؤية الملكية من حيث انتقال الطاقة، والتي ستمكن المغرب من تحقيق تغطية بنسبة 42 ٪ من احتياجات الكهرباء بحلول عام 2020 من خلال الطاقات المتجددة. كما سيتولى رئاسة مجلس الإشراف على MASEN المسؤول عن المشروع الشمسي المغربي.
وهو عضو في العديد من الهيئات الوطنية والدولية. انتخب بهذه الصفة في عام 2001 وأعيد انتخابه في يناير 2006 رئيسًا للجمعية المغربية لمياه الشرب والصرف الصحي. تم انتخابه أيضًا في مارس 2006 وأعيد انتخابه في مارس 2009 حاكمًا في المجلس العالمي للمياه. وهو أيضًا عضو في اللجنة الدائمة لجائزة الحسن الثاني للمياه، وهي مبادرة مشتركة بين المجلس العالمي للمياه والمملكة المغربية. في نيروبي، في 20 فبراير 2016، تم انتخابه رئيسًا للاتحاد الأفريقي للمياه. علي الفاسي الفهري عضو في لجنة الدعم الدائم لمؤسسة محمد الخامس للتضامن، مدير مؤسسة محمد السادس للبيئة، برئاسة الأميرة للا حسناء، عضو اللجنة الاستراتيجية لمعهد محمد الخامس «التحليل الاقتصادي والدراسات المستقبلية» (EAPS) من جامعة الأخوين في إفران، عضو اللجنة التنفيذية لرابطة المياه الدولية (IWA). كان رئيس مؤتمر IWA الذي عقد في مراكش في الفترة من 19 إلى 24 سبتمبر 2004. كان أيضًا رئيسًا للجنة المغاربية للكهرباء (Comelec) من 2013 إلى ديسمبر 2015.
في الجانب الرياضي، دخل عالم كرة القدم من بوابة نادي الوداد الرياضي، قبل أن يترأس فريق الفتح الرباطي الذي قاده للفوز بكأس العرش وكأس الاتحاد الإفريقي.
في 16 أبريل 2009، تم انتخابه رئيسا للجامعة الملكية المغربية لكرة القدم حتى بداية عام 2014.
في 4 أكتوبر 2012، عُيَّنَ مديرًا تنفيذيًا للمكتب الوطني للكهرباء والماء الصالح للشرب (ONEE)، وهي مؤسسة عامة تضم المكتبين السابقين للمكتبين الوطنيين ONEP وONE. في عام 2010، عُيَّنَ رئيسًا لمجلس الإشراف على Masen (الوكالة المغربية للطاقة الشمسية).
تم توسيم علي الفاسي الفهري بفارس وسام العرش على يد الراحل الحسن الثاني في 3 مارس 1998، وزينه الملك محمد السادس في 20 يناير 2006 كذلك بوسام.